# Ingrid Goetz
Ingrid Goetz (* 1937 in Freiburg im Breisgau) ist eine deutsche Architektin und ehemalige Hochschullehrerin an der TU Berlin.

## Werdegang
Nach ihrem Abitur 1956 absolvierte Ingrid Goetz, geb. Hödle bis 1963 an der Technischen Hochschule Karlsruhe ein Architekturstudium, unterbrochen von einem Stipendium 1960 an der École des arts décoratifs. Noch als Studentin heiratete sie den Architekten Karl Heinz Goetz. Ihr Diplom machte sie 1963 bei Egon Eiermann.
Nach einem Studienaufenthalt in Mexiko und den Vereinigten Staaten 1963 bis 1965 war sie elf Jahre als Mitarbeiterin im Architekturbüro von Karl Heinz Goetz in Karlsruhe tätig, bevor sie 1976 ein eigenes Büro in Berlin eröffnete. Seit 1981 (andere Quellen: 1979) hatte sie Lehraufträge an der Technischen Fachhochschule Berlin; 1990 erhielt sie den Ruf als Professorin für Baukonstruktion und Entwerfen am Fachbereich Architektur der Technischen Universität Berlin, wo sie bis 2002 lehrte.
Langjährig, auch über ihre Emeritierung hinaus, engagierte sich Ingrid Goetz für ein von ihr initiiertes studentisches Praktikumsprojekt in Mittel- und Südamerika, bei dem Studierende der TU Berlin sowie aus Mexiko und Ecuador erdbebensichere Gebäude in „verarmten Indiodörfern“ errichteten sowie Restaurierungsarbeiten durchführten. Während die Studierenden dabei lernten, interkulturelle Projekte zu planen und vor allem in kürzester Zeit zu realisieren sowie mit lokalen, traditionellen Baustoffen zu arbeiten, profitierten einheimische Gemeinden von unentgeltlich bereitgestellten neuen öffentlichen Gebäuden.

## Mitgliedschaften
- 1977: Deutscher Werkbund[2]